# Nahuel Acosta
Nahuel Acosta Da Silva (Montevideo, 11 de mayo de 1999) es un futbolista uruguayo. Juega de extremo y su equipo actual es el Club Blooming de la Primera División de Bolivia, cedido desde Peñarol.

## Trayectoria
Comenzó a jugar al baby fútbol en Independiente Lezica a sus 5 años, en un inicio jugó de delantero centro, pasó por las categorías infantiles de clubes como Racing, Liverpool, River Plate y Wanderers.
A sus 13 años se incorporó a Rentistas y comenzó su formación juvenil. En sus primeros años fue irregular pero en la temporada 2015-16 se destacó con 13 goles en 29 partidos jugados con la sub-17. En 2017 jugó su primer año de sub-19, estuvo presente en 33 partidos y anotó 3 goles, al año siguiente se consolidó en la categoría con 11 goles en 30 partidos jugados.
Fue ascendido al primer equipo por el entrenador Alejandro Cappuccio. El equipo jugaba en la segunda categoría del fútbol uruguayo, por lo que no tenían formada Tercera División y su única oportunidad de jugar era con el plantel principal. Debutó como profesional el 8 de junio de 2019, ingresó en el transcurso del tiempo tiempo para enfrentar a Bella Vista y ganaron 2-0.
En la semana posterior a su debut fue sometido a una operación de apendicitis y se perdió el resto de la temporada. Rentistas logró el ascenso a la máxima categoría del fútbol uruguayo.
Tuvo más rodaje durante 2020, pero como segunda opción. En el Torneo Apertura realizaron una gran campaña, tras empatar en puntos con Nacional jugaron un partido para definir el ganador y con un gol de su compañero Gonzalo Vega en la prórroga, ganaron 0-1 y se quedaron con el título.
No tuvo continuidad en el primer semestre de 2021 con Rentistas, por lo que fue cedido a préstamo a Sud América para disputar el Torneo Clausura. Jugó 12 partidos con los buzones, de los cuales fue titular en 2.
Regresó a su club en 2022 y jugó el Torneo Apertura e Intermedio. Tras 49 partidos jugados, 2 goles y 5 asistencias quedó libre de los bichos colorados a mitad de año.
Jugó en Albion el Torneo Clausura 2022 pero no fue titular ni una vez. Para 2023 cambió de equipo y defendió a Cerro durante toda la temporada, estuvo en 24 partidos y fue parte del once inicial en la mitad.
A comienzos de 2024 se anunció un acuerdo de fichaje con Cerro Largo. Antes de firmar con el arachán recibió una propuesta de Peñarol, se le comunicó al club del interior la situación y firmó con los aurinegros el 10 de enero.
El 17 de enero de 2025 fue anunciado como nuevo fichaje de Blooming, fue cedido por una temporada desde Peñarol para que tenga rodaje.

## Selección nacional
En mayo de 2024 Acosta fue convocado para ser parte de la selección de Uruguay, en un combinado de jugadores de la liga local. Debutó con la Celeste el 31 de mayo, fue en un amistoso contra Costa Rica, el entrenador Diego "Ruso" Pérez lo colocó en el segundo tiempo y empataron sin goles.

## Estadísticas

### Clubes
Actualizado al último partido citado el 10 de mayo de 2025.
| Club                        | Div.          | Temporada     | Liga  | Liga  | Liga   | Copas nacionales | Copas nacionales | Copas nacionales | Copas internacionales | Copas internacionales | Copas internacionales | Total | Total | Total  |
| Club                        | Div.          | Temporada     | Part. | Goles | Asist. | Part.            | Goles            | Asist.           | Part.                 | Goles                 | Asist.                | Part. | Goles | Asist. |
| --------------------------- | ------------- | ------------- | ----- | ----- | ------ | ---------------- | ---------------- | ---------------- | --------------------- | --------------------- | --------------------- | ----- | ----- | ------ |
| C. A. Rentistas · Uruguay   | 2.ª           | 2019          | 1     | 0     | 0      | —                | —                | —                | —                     | —                     | —                     | 1     | 0     | 0      |
| C. A. Rentistas · Uruguay   | 1.ª           | 2020          | 26    | 0     | 3      | —                | —                | —                | —                     | —                     | —                     | 26    | 0     | 3      |
| C. A. Rentistas · Uruguay   | 1.ª           | 2021          | 5     | 1     | 0      | —                | —                | —                | 1                     | 0                     | 0                     | 6     | 1     | 0      |
| C. A. Rentistas · Uruguay   | Total club    | Total club    | 32    | 1     | 3      | 0                | 0                | 0                | 1                     | 0                     | 0                     | 33    | 1     | 3      |
| I. A. Sud América · Uruguay | 1.ª           | 2021          | 12    | 0     | 1      | —                | —                | —                | —                     | —                     | —                     | 12    | 0     | 1      |
| I. A. Sud América · Uruguay | Total club    | Total club    | 12    | 0     | 1      | 0                | 0                | 0                | 0                     | 0                     | 0                     | 12    | 0     | 1      |
| C. A. Rentistas · Uruguay   | 1.ª           | 2022          | 16    | 1     | 2      | —                | —                | —                | —                     | —                     | —                     | 16    | 1     | 2      |
| C. A. Rentistas · Uruguay   | Total club    | Total club    | 48    | 2     | 5      | 0                | 0                | 0                | 1                     | 0                     | 0                     | 49    | 2     | 5      |
| Albion F. C. · Uruguay      | 1.ª           | 2022          | 8     | 0     | 0      | 2                | 0                | 0                | —                     | —                     | —                     | 10    | 0     | 0      |
| Albion F. C. · Uruguay      | Total club    | Total club    | 8     | 0     | 0      | 2                | 0                | 0                | 0                     | 0                     | 0                     | 10    | 0     | 0      |
| C. A. Cerro · Uruguay       | 1.ª           | 2023          | 23    | 0     | 1      | 1                | 0                | 0                | —                     | —                     | —                     | 24    | 0     | 1      |
| C. A. Cerro · Uruguay       | Total club    | Total club    | 23    | 0     | 1      | 1                | 0                | 0                | 0                     | 0                     | 0                     | 24    | 0     | 1      |
| C. A. Peñarol · Uruguay     | 1.ª           | 2023          | -     | -     | -      | 3                | 1                | 0                | -                     | -                     | -                     | 3     | 1     | 0      |
| C. A. Peñarol · Uruguay     | 1.ª           | 2024          | 10    | 1     | 3      | -                | -                | -                | 2                     | 0                     | 0                     | 12    | 1     | 3      |
| C. A. Peñarol · Uruguay     | Total club    | Total club    | 10    | 1     | 3      | 3                | 1                | 0                | 2                     | 0                     | 0                     | 15    | 2     | 3      |
| C. Blooming · Bolivia       | 1.ª           | 2025          | 7     | 3     | 3      | 1                | 0                | 1                | 2                     | 0                     | 0                     | 10    | 3     | 4      |
| C. Blooming · Bolivia       | Total club    | Total club    | 7     | 3     | 3      | 1                | 0                | 1                | 2                     | 0                     | 0                     | 10    | 3     | 4      |
| Total carrera               | Total carrera | Total carrera | 108   | 3     | 13     | 7                | 1                | 1                | 5                     | 0                     | 0                     | 120   | 7     | 14     |
| 1. 2.                       |               |               |       |       |        |                  |                  |                  |                       |                       |                       |       |       |        |

### Selección
Actualizado al último partido citado el 31 de mayo de 2024.
| Selección          | Temporada         | Continental | Continental | Continental | Mundial | Mundial | Mundial | Amistosos | Amistosos | Amistosos | Total | Total | Total  |
| Selección          | Temporada         | Part.       | Goles       | Asist.      | Part.   | Goles   | Asist.  | Part.     | Goles     | Asist.    | Part. | Goles | Asist. |
| ------------------ | ----------------- | ----------- | ----------- | ----------- | ------- | ------- | ------- | --------- | --------- | --------- | ----- | ----- | ------ |
| Absoluta · Uruguay | 2024              | -           | -           | -           | —       | —       | —       | 1         | 0         | 0         | 1     | 0     | 0      |
| Absoluta · Uruguay | Total sel.        | 0           | 0           | 0           | 0       | 0       | 0       | 1         | 0         | 0         | 1     | 0     | 0      |
| Total selecciones  | Total selecciones | 0           | 0           | 0           | 0       | 0       | 0       | 1         | 0         | 0         | 1     | 0     | 0      |

## Palmarés

### Títulos nacionales
| Título              | Club           | País    | Año  |
| ------------------- | -------------- | ------- | ---- |
| Torneo Apertura     | C.A. Rentistas | Uruguay | 2020 |
| Torneo Apertura (2) | C.A. Peñarol   | Uruguay | 2024 |
| Torneo Clausura     | C.A. Peñarol   | Uruguay | 2024 |
| Campeonato Uruguayo | C.A. Peñarol   | Uruguay | 2024 |